# الحريشية
الحريشية قرية سورية تتبع ناحية اليعربية في منطقة المالكية التابعة لمحافظة الحسكة. بلغ عدد سكانها 523 نسمة عام 2004. سكانها زوبع من شمر.
تقع على الحدود مع العراق على بعد 15 كم تقريبا إلى الجنوب الغربي من مدينة اليعربية.